# Illusion Anyway - Tribute to Neil Young
Illusion Anyway – Tribute to Neil Young je tretji album skupine Hiša. Album je bil posnet 11. novembra 1995 na koncertu ob 50. letnici Neila Younga, v Studiu 14 Radia Slovenija.
Album je leta 1998 prejel nagrado Zlati petelin za album v tujem jeziku.

## Seznam skladb
Vse pesmi je napisal Neil Young.
| Št. | Naslov                           | Dolžina |
| --- | -------------------------------- | ------- |
| 1.  | „Winterlong‟                     | 3:19    |
| 2.  | „Cowgirl in the Sand‟            | 4:45    |
| 3.  | „Throw Your Hatred Down‟         | 3:27    |
| 4.  | „Powderfinger‟                   | 4:20    |
| 5.  | „Southern Man‟                   | 8:27    |
| 6.  | „Only Love can Break Your Heart‟ | 3:42    |
| 7.  | „Down by the River‟              | 8:39    |
| 8.  | „Ohio‟                           | 3:02    |
| 9.  | „The Needle and the Damage Done‟ | 2:30    |
| 10. | „Don't Let it Bring You Down‟    | 2:35    |
| 11. | „Tonight's the Night‟            | 5:31    |
| 12. | „Cortez the Killer‟              | 8:50    |
| 13. | „After the Gold Rush‟            | 2:44    |
| 14. | „Like a Hurricane‟               | 9:24    |
| 15. | „Rockin' in the Free World‟      | 5:40    |

## Zasedba

### Hiša
- Andrej Guček – solo vokal, solo kitara, akustična kitara, orglice
- Vili Guček – bas, vokal
- Martin Koncilja – ritem kitara, vokal
- Iztok Pepelnjak – bobni, vokal